# Wilmore (Kansas)
Pour les articles homonymes, voir Wilmore.
La ville de Wilmore est située dans le comté de Comanche, dans l’État du Kansas, aux États-Unis. Elle comptait 53 habitants lors du recensement de 2010.

## Source
- (en) Cet article est partiellement ou en totalité issu de l’article de Wikipédia en anglais intitulé « Wilmore, Kentucky » (voir la liste des auteurs).